# (318694) Keszthelyi
(318694) Keszthelyi est un astéroïde de la ceinture principale.

## Description
(318694) Keszthelyi est un astéroïde de la ceinture principale. Il fut découvert le 29 août 2005 à Piszkesteto par Krisztián Sárneczky et Zoltán Kuli. Il présente une orbite caractérisée par un demi-grand axe de 2,63 UA, une excentricité de 0,09 et une inclinaison de 8,1° par rapport à l'écliptique.
Il est nommé en l'honneur du poète hongrois Zoltán Keszthelyi.

## Compléments